# Torrione di Beneceto
Il torrione di Beneceto è una torre medievale che sorge sul retro della chiesa della Purificazione di Maria Vergine a Beneceto, piccola frazione di Parma.

## Storia
L'originaria fortificazione difensiva del borgo di Beneceto sorse entro il XIV secolo; nel 1308 Giberto III da Correggio, Signore di Parma, assegnò ai Rossi, in cambio di un accordo di pace, i castelli di Beneceto e di Marano, oltre al feudo di Borgo San Donnino. Tuttavia la tregua durò soltanto pochi mesi, al termine dei quali Giberto cacciò da Parma i Rossi, ai quali si ribellarono anche gli abitanti di Beneceto e Marano, costringendoli a riparare a Borgo San Donnino.
Tra il 1410 e il 1414 l'antipapa Giovanni XXIII, in segno di riconoscenza per i servigi resi alla sua causa, investì del feudo di Beneceto Cristoforo Valeri; quest'ultimo nel 1418 fu imprigionato con i figli dalle truppe del marchese Niccolò III d'Este, probabilmente per una presunta congiura ai danni del ferrarese; tutte le sue cospicue proprietà furono confiscate, ma, grazie all'intercessione degli ambasciatori del Comune di Parma, nel 1422 gli furono restituite.
Nel 1435 Andrea Valeri, figlio di Cristoforo, fu nominato conte dal duca di Milano Filippo Maria Visconti, che gli assegnò anche il feudo di Baganzola.
Intorno alla metà del XV secolo la fortificazione fu forse conquistata da Pier Maria II de' Rossi, ma ritornò sicuramente ai Valeri prima del 1481; secondo alcuni documenti, il 1º giugno di quell'anno il duca di Milano esortò il conte Lodovico a cedere l'usufrutto del torrione di Beneceto, che già all'epoca si presentava all'incirca nelle forme attuali, alla moglie Dialta Lambertini, da lui separata.
I conti Valeri mantennero il possesso di Beneceto fino al 1805, anno in cui furono aboliti i diritti feudali per decreto napoleonico.
Nel 1978 l'edificio versava in un profondo stato di degrado, ma fu in seguito completamente ristrutturato e trasformato in residenza privata, annessa a una tenuta agricola.

## Descrizione

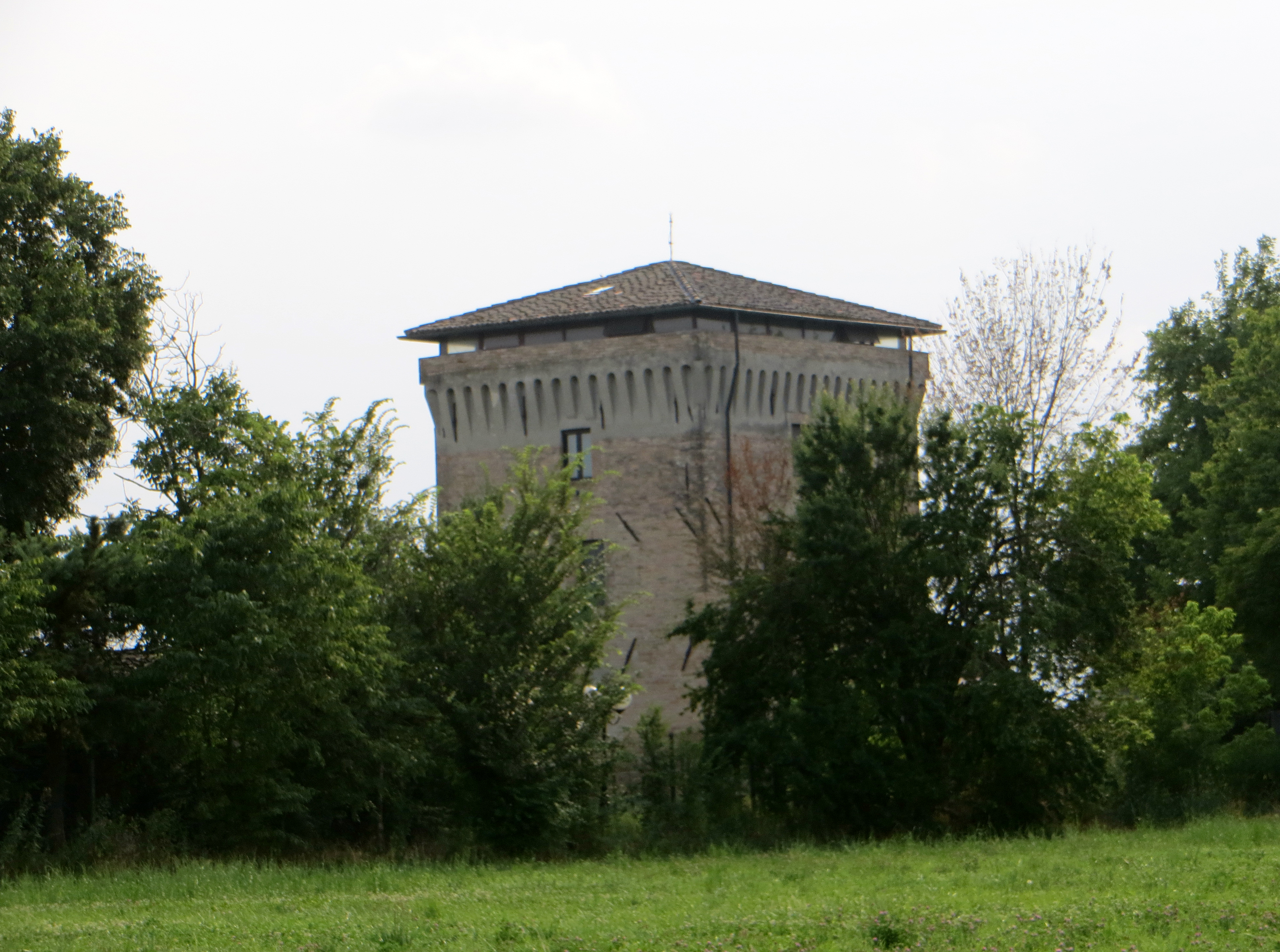
Lati est e nord

Il massiccio torrione si imposta su una pianta quadrata di circa 10 m per lato.
I prospetti, interamente rivestiti in laterizio, sono caratterizzati dalla presenza di poche aperture su ogni fianco; in sommità una corona di beccatelli, priva della merlatura superiore, costituisce l'appoggio, oltre una sottile fascia vetrata, per il tetto a quattro falde, aggiunto durante l'ultima ristrutturazione.